# Alice Babs, Naturröstens hemlighet
Alice Babs, Naturröstens hemlighet är en svensk dokumentärfilm från 2008 om Alice Babs med manus och regi av Lasse Zackrisson.
Filmens titel är hämtad från en bok med samma namn skriven av sångpedagogen Lina Boldemann. Alice Babs berättar i den 80 minuter långa filmen om sitt liv som också innehåller unika arkivinspelningar.

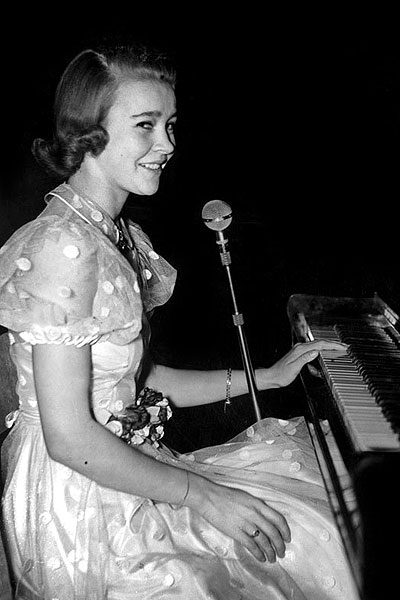
Alice Babs 1941
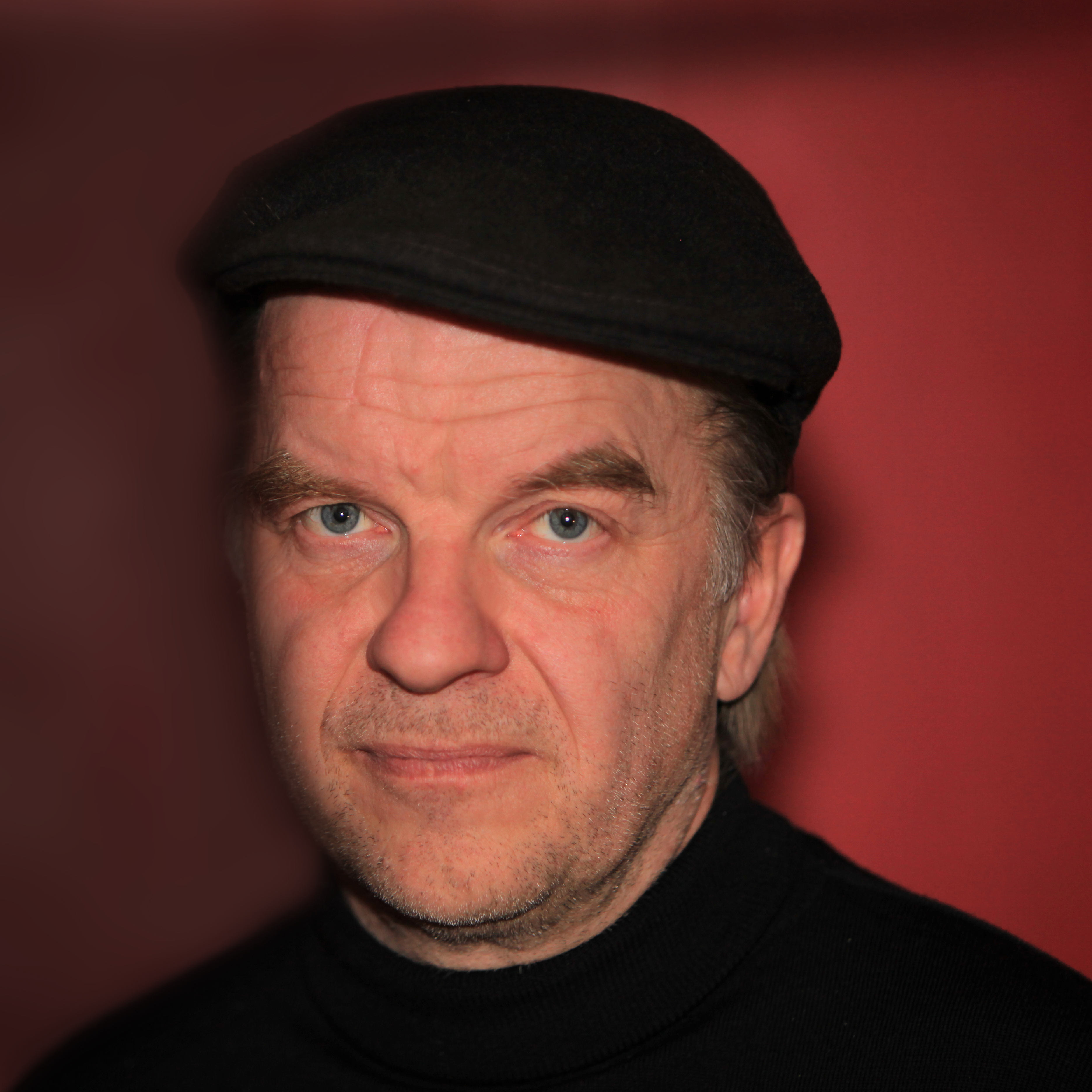
Lasse Zackrisson 2011